# Chow Yun-fat
Chow Yun-fat (hagyományos kínai: 周潤發; egyszerűsített kínai: 周润发; pinjin: Zhōu Rùnfā, magyaros átírásban: Csou Zsun-fa; jűtphing: Zau1 Jeon-faat, magyaros: Cau Jőn-fát) (Lamma-sziget, Hongkong, 1955. május 18.) kínai színész. A Hong Kong Film-díjas színész John Woo rendezővel való együttműködése miatt ismert Ázsiában. Legismertebb filmjei közé tartozik a Szebb holnap, A bérgyilkos és a Tigris és sárkány. Főként drámai szerepekben játszik, háromszor nyert Hong Kong Film Awards díjat a Legjobb színész kategóriában és két Golden Horse-díjat Tajvanon ugyanezen kategóriában.

## Korai évek
Chow Hongkongban született; édesanyja takarítónő volt és zöldségtermesztő, apja egy olajtársaság tankhajóján dolgozott. Hakka származása miatt egy földművelő közösségben nőtt fel Lamma Islandon egy olyan házban, ahol még elektromos áram sem volt. Mindennap hajnalban kelt, hogy édesanyjának segítsen gyógyfűzselét és hakka teapudingot árulni az utcákon, délutánonként pedig a földeken dolgozott. Tízéves korában a család Kowloonba költözött. Tizenhét évesen kilépett az iskolából, hogy munkájával családját támogassa: liftesfiúként, postásként, fényképezőügynökként, taxisofőrként dolgozott.
Élete akkor változott meg, amikor válaszolt egy újsághirdetésre, és egy helyi tv-állomás elfogadta színészgyakornoki jelentkezését. Hároméves szerződést írt alá stúdióval, és elkezdődött színészi pályája. Jó külsejével és könnyed stílusával Chow szívtipró lett, és arca megszokottá vált a szappanoperákban, melyeket külföldre is eladtak.

## Karrier
Chow-nak nem telt sok időbe, hogy ismert legyen a neve Hongkongban. Első szerepe a The Bund című sorozatban sztárrá tette őt. A sorozat egy gengszter felemelkedéséről és bukásáról szól Sanghaj 1930-as éveiben. Ez egyike volt a legnépszerűbb televíziós sorozatoknak, amit Hongkongban készítettek, és Ázsia-szerte hatalmas sikert aratott.
Bár Chow televíziós sikerei folytatódtak, célja azt volt, hogy moziszínész legyen. Alkalmi próbálkozásai alacsony költségvetésű mozifilmekben katasztrofálisak voltak. A siker végül akkor talált a színészre, amikor John Woo-val kezdett együtt dolgozni az 1986-os gengszterfilmben, a Szebb holnap című akció-drámában. A film hatalmas kasszasiker lett Ázsiában, Chow és John Woo pedig szupersztárok: ez a film hozta Chow első Hong Kong Film-díját a Legjobb színész kategóriában. Hongkong történetének legjobban hozó filmje és a későbbi hongkongi gengszterfilmek számára sablonná vált. Kihasználva a sikert, Chow végleg felhagyott a televíziózással, és a Szebb holnapban alakított karakterhez hasonló kungfu- és vérontó akciófilmek sztárja lett. Ilyen filmjei voltak a Szebb holnap 2. 1987-ben, Lángoló börtön, Lángoló börtön 2. és A bérgyilkos 1989-ben, a Szebb holnap 3. 1990-ben és City on Fire 1992-ben, ami Quentin Tarantinót a Kutyaszorítóban című filmjére inspirálta.
Chow legismertebb szerepeiben tisztességes keményfiút alakított, akár a zsaruk, akár a bűnözők oldalán, de komédiákban is megfordult, mint a Big Man, a Now You See Love, Now You Don’t, vagy olyan romantikus kasszasikerekben, mint a Love in a Fallen City és az An Autumn’s Tale, melyért Golden Horse-díjban részesült. Különböző típusú karaktereit egyesítette 1989-ben a God of Gamblers című Wong Jing által rendezett filmet, melyben felváltva alakított szívtiprót, komikust és akcióhőst. A film nagy meglepetést keltett, óriási népszerűségre tett szert, megdöntötte Hongkongban minden idők mozibevételét, és egész sorozat kaszinós film létrejöttét vonta maga után.
A Los Angeles Times szerint Chow Yun-fat „a legkirályabb színész a világon”. Hongkong egyik legnagyobb sztárjaként Chow Hollywoodba költözött a 90-es évek közepén; kísérlete, hogy ázsiai sikerét megduplázza, kudarcba fulladt. Első két filmje, a Gyilkosok gyilkosa és a Mocskos zsaruk csalódás volt a mozinézők számára. 1999-ben az Anna és a király című filmben Jodie Fosterrel játszott együtt, ám a jegyeladások ez esetben is alul teljesítettek. Mivel Chow képtelen volt az ázsiai sztereotípia alól kibújni, inkább kihasználta azt a 2000-ben készült Tigris és sárkány főszerepének elfogadásával. Ez mind a nemzetközi mozilátogatók, mint az Oscar-díj szempontjából sikeresnek bizonyult. 2003-ban ismét Hollywoodba ment, ahol egy újabb sztereotip karaktert vállalt a Golyóálló szerzetes című film főszereplőjeként Seann William Scott mellett. 2006-ban a Zhang Yimou által rendezett Aranyvirág átka című filmben Gong Li-vel játszott együtt.
2007-ben a tizenhat díjat és rengeteg jelölést kapott A Karib-tenger kalózai: A világ végén kalózkapitányát játszotta. Karakterét nem fogadták nagy örömmel Kínában, a kritikák szerint „becsmérli és megalázza a kínaiakat”. A cenzúra ellenére a film eredeti változata elérhető volt a feketepiacon a kormány beavatkozása nélkül, mert a nézők látni akarták Chow Yun-fatet, akinek sikerült túljutnia az ázsiai típusszerepeken.
Chow gyakran vágyott arra, hogy komoly drámai szerepben is játszhasson Hollywoodban, mivel legtöbbször az ázsiai akcióhős szerepében kerül a mozivászonra.
A Dragonball: Evolúció című valós színészekkel készített filmben, mely Amerikában elég rossz fogadtatásra talált és világszerte csak 57 millió dollárt hozott, Chow Yun-fat játszotta Roshi mester szerepét.
2010-ben a színész két történelmi filmjét mutatták be, a Confucius-t és a Sanghaj című krimidrámát. Az előbbi negatív visszhangjait Chow Yun-fat kantoni akcentusa és akciósztár előélete okozta. Az utóbbinál a film vitatott korszakbeli témája okozott problémát, a kínai kormány visszavonta a Weinstein Company engedélyét egy héttel a forgatás tervezett kezdete előtt.

## Könyv
2008. június 26-án Chow Yun-fat Hongkongban kiadta első fotógyűjteményét, melyben filmforgatásokon készült képek láthatók. Könyve eladásának bevételével a szecsuani földrengés áldozatait támogatja. A Louis Vuitton által publikált kiadványt Vuitton hongkongi és párizsi üzleteiben árusították.

## Magánélet
Chow kétszer nősült meg, először 1983-ban Candice Yu (余安安; pinjin: Yú Ānan) ázsiai színésznőt vette el, házasságuk kilenc hónapig tartott. 1986-ban a szingapúri Jasmine Tant (egyszerűsített kínai: 陈萫莲; hagyományos kínai: 陳薈蓮; pinjin: Chén huilián) vette feleségül. Gyermekük nincs, Chownak egy keresztlánya van, Celine Ng, egy korábbi gyerekmodell.
Chow 1989-ben egy kozmetikai műtéten esett át, szemhéját varratta fel.

## Filmjei
- Project Gutenberg (2018)
- Cold War 2 (2016)
- From Vegas to Macau III (2016)
- Office (2015)
- From Vegas to Macau II (2015)
- From Vegas to Macau (2014)
- The Monkey King (2014)
- Az utolsó mágnás (2012)
- The Founding of a Party (2011)
- The Red Circle (2011)
- Let the Bullets Fly (2010)
- Sanghaj (2010)
- Confucius (2010)
- Dragonball: Evolúció (2009)
- A selyemút árvái (2008)
- A Karib-tenger kalózai: A világ végén – Szao Feng kapitány (2007)
- Az aranyszirmok átka – Ping császár (2006)
- Golyóálló szerzetes – Névtelen szerzetes (2003)
- Tigris és sárkány – Li Mu Bai (2000)
- Mocskos zsaruk – Nick Chen (1999)
- Anna és a király – Mongkut király (1999)
- Gyilkosok gyilkosa – John Lee (1998)
- Gyilkosok szentélye – történetíró, a gyilkos (1995)
- Fegyverek istene – „Tequila” Yuen (1992)
- Full kontakt – Jeff (1992)
- Lángoló börtön 2. – Chung Tin Ching (1991)
- Fekete bosszú (1990)
- Tolvaj voltam mostanáig – Joe (1990)
- Szebb holnap 3: Szerelem és halál Saigonban – Mark Gor (1989)
- A bérgyilkos – Jeffrey Chow (1989)
- Lángoló börtön – 41671/Ching (1987)
- Szebb holnap 2. – Ken/Mark Lee/Mark Gor (1987)
- City on Fire – Ko Chow (1987)
- Szebb holnap – Mark Gor/Mark Lee (1986)
- The Seventh Curse - Wei (1986)

## Díjak, jelölések
- Szaturnusz-díj
  - 2001. - jelölés Legjobb színész Tigris és sárkány
- Asia Pacific Film Festival
  - 1984. - nyert Legjobb színész Hong Kong 1941
- Blockbuster Entertainment Award
  - 2001. - jelölés Kedvenc akciócsapat Tigris és sárkány (Michelle Yeoh-val együtt)
- Golden Horse Awards
  - 1984. - nyert Legjobb színész Hong Kong 1941
  - 1986. - jelölés Legjobb színész Szebb holnap
  - 1987. - nyert Legjobb színész An Autumn's Tale
- Hong Kong Film Awards
  - 1985. - jelölés Legjobb színész Hong Kong 1941
  - 1986. - jelölés Legjobb színész Woman
  - 1987. - nyert Legjobb színész Szebb holnap
  - 1987. - jelölés Legjobb mellékszereplő Love Unto Waste
  - 1988. - nyert Legjobb színész City on Fire
  - 1988. - jelölés Legjobb színész An Autumn's Tale
  - 1988. - jelölés Legjobb színész Lángoló börtön
  - 1990. - nyert Legjobb színész All About Ah Long
  - 1990. - jelölés Legjobb színész God of Gamblers
  - 1992. - jelölés Legjobb színész Tolvaj voltam mostanáig
  - 1995. - jelölés Legjobb színész Treasure Hunt
  - 1996. - jelölés Legjobb színész Gyilkosok szentélye
  - 2001. - jelölés Legjobb színész Tigris és sárkány
  - 2007. - jelölés Legjobb színész Aranyvirág átka
  - 2008. - jelölés Legjobb mellékszereplő The Postmodern Life of My Aunt
- San Diego Film Critics Society Award
  - 1999. - nyert Carrier Award